# Дирмънещ
 Тази статия е за селото в Румъния.  За общината вижте Дирмънещ (община).  
Дирмънещ (на румънски: Dârmănești) е село в южна Румъния, административен център на община Дирмънещ в окръг Арджеш. Населението му е около 1 000 души (2002).
Разположено е на 343 метра надморска височина в подножието на Южните Карапти, на 16 километра северно от Питещ и на 115 километра северозападно от столицата Букурещ.